# Hamlet İsaxanlı
Hamlet Abdulla oğlu İsayev, detto Hamlet Isaxanlı, in russo Gamlet Abdulla og'y Isachanly (Гамлет Абдулла оглы Исаханлы; Kesalo, 1º marzo 1948), è un matematico e poeta azero, fino al 1992 sovietico, fondatore dell'Università Khazar.
Spesso usa Hamlet Isakhanli come pseudonimo nelle sue pubblicazioni, che spaziano da ricerche nel campo matematico, fisico e letterario a studi sulle scienze sociali, poesia e scrittura creativa.

## Biografia
Hamlet Abdulla oglu Isayev nasce il 1º marzo 1948 a Kosali, in Georgia. Porta a termine gli studi nella città natale e dal 1973 al 1983 si specializza in Scienze fisico-matematiche a Mosca e a Baku. È uno dei fondatori della teoria nota come Multiparameter spectral Theory.
Stimato matematico, è spesso invitato in qualità di visiting professor presso centri di ricerche, accademie ed università in Europa, Asia e America.
Hamlet Isakhanli si è interessato anche di pedagogia, filosofia, scienze politiche, storia e ha approfondito uno studio sulle tecniche di traduzione. Apprezzato poeta, i suoi volumi di poesie sono stati tradotti in diverse lingue e pubblicati in Azerbaigian, Russia, Cina, Georgia, e Iran. Molte canzoni e spettacoli musicali si basano sui suoi testi.
Nel 1991 ha fondato la Khazar University, la prima università privata in Azerbaigian, dove insegnanti e studenti usano principalmente la lingua inglese, alla quale nel 1998 vi ha affiancato la Dunya School, un complesso di scuole primarie e secondarie di alto livello.

## Nell'arte
Il volto di Hamlet Isakhanli è stato più volte riprodotto in dipinti, mosaici e tappeti.

## Premi e riconoscimenti
- 1965 - Gold Medal Award for highest achievement in high school, Republic of Georgia
- 1994 - Yusif Mamedaliyev Award, in recognition of contributions to science and education, Baku, Azerbaijan
- 2004 – “Golden Pen” Award, In recognition of contribution to Poetry and Creative Writing, Baku, Azerbaijan
- 2005 - “Samad Vurghun” Award, in recognition of contributions to Education, Science, Azerbaijani Culture and Literature, Baku, Azerbaijan
- 2008 – Honorary Doctor of EuroUniversity, Tallinn, Estonia
- 2010 - “Jafar Jabbarly” (Cəfər Cabbarlı) Award, in recognition of contribution to publicity of classic and modern Azerbaijani Poetry, to compile a multi voluminous "The Azerbaijani Love Poetry".
- 2010 – National “Khazar” Award, in recognition of contribution to development of Azerbaijani Education and to founding of the University which meets international standards